# Vezér Erzsébet
Vezér Erzsébet (Budapest, 1915. január 23. – Budapest, 2003. július 5.) magyar irodalomtörténész, tanár. Nagybátyja Winter Ernő vegyészmérnök, feltaláló.

## Életpályája
Vezér (Winter) Sándor (1879–1957) magánhivatalnok és Flesch Terézia (1886–1965) lánya. Egyetemi tanulmányait a Pázmány Péter Tudományegyetemen végezte 1932–1937 között. 1937–1946 között a Ganz Vagongyár gépírónője volt. 1941-ben tanári oklevelet szerzett. 1946–1948 között a Nehézipari Központ, 1948–1950 között pedig a Nehézipari Külkereskedelmi Központ propagandistája volt. 1950-ben a Közoktatási Minisztérium előadójaként dolgozott. 1952–1953 között a Honvédség polgári tanára volt. 1954–1957 között az Akadémiai Kiadó lektora volt. A következő hat évben a Magyar Tudományos Akadémia Irodalomtudományok Intézetének tudományos munkatársa volt. 1963–1972 között a Petőfi Irodalmi Múzeum osztályvezetője volt. 1972–ben nyugdíjba vonult. 1973–1974 között New Yorkban IREX-ösztöndíjas volt. 1990-től a Társadalomtudományok Társaságának választmányi tagja volt.
Kiadta Ady Endre publicisztikájának 8 kötetét. Írásai az Élet és Irodalomban, a Kritikában, a Nagyvilágban jelentek meg.

## Művei
- Benedek Elek (tanulmány, 1937)
- Emlékezések (interjúk, 1967)
- Ady Endre alkotásai és vallomásai tükrében (1968)
- Ifjú szívekben élek? Vallomások Ady-ról (1969)
- Ady Endre élete és pályája (monográfia, 1969)
- Feljegyzések és levelek a Nyugatról (szerkesztette, 1975)
- Lesznai Anna élete (monográfia, 1979)
- A Vasárnapi Kör (társszerző, 1980)
- Bibó-emlékkönyv (társszerző, 1980)
- Írástudó nemzedékek (dokumentumkötet, 1986)
- Lukács György: Megélt gondolkodás. Életrajz magnószalagon (Eörsi Istvánnal, interjúkötet, 1989)
- Ady (1995)
- “Szeretném magam megmutatni" (1999)
- Adyra gondolok. 125 vers Ady Endréről; vál. és szerk. Vezér Erzsébet, Maróti István; Petőfi Irodalmi Múzeum, Budapest, 2002
- Távolról a Mostba. Vallomások Ady Endréről; vál., szerk., sajtó alá rend. Vezér Erzsébet és Maróti István; Magyar Irodalomtörténeti Társaság, Budapest, 2002 (A Magyar Irodalomtörténeti Társaság kiskönyvtára)
- Megőrzött öreg hangok. Válogatott interjúk; vál. és szerk. Eörsi István, Maróti István, sajtó alá rend. és jegyz. Balogh Csaba, Eörsi István, Kemény Aranka; Petőfi Irodalmi Múzeum, Budapest, 2004

## Díjai, kitüntetései
- Az irodalomtudományok kandidátusa (1969)
- Magyar Köztársasági Csillagrend (1990)
- Demény Pál-emlékérem (1994)
- A Magyar Köztársasági Érdemrend tisztikeresztje (1995)